# آدام (بافی قاتل خون‌آشام‌ها)
آدام یک شخصیت داستانی در فصل چهارم مجموعه تلویزیونی بافی قاتل خون اشام‌ها است. او توسط جورج هرتزبرگ به تصویر کشیده می‌شود، هیولایی است که از یک انسان و قسمتهای جمع‌آوری شده شیاطین، خون‌آشام‌ها و فناوری خلق شده‌است: محصول یک آزمایش انحرافی است که توسط دانشمندان نظامی انجام شده‌است. شخصیت اصلی سریال، بافی سامرز، در فصل چهارم با او روبرو می‌شود و در نهایت شکست می‌خورد. آدام خلقت دکتر مگی والش (لیندسی کروز)، رئیس سازمانی مانند ارتش به نام ابتکار است که به مطالعه نحوه تغییر رفتارهای مضر ذاتی شیاطین می‌پردازد. آدم و ابتکار آنتاگونیست‌های اصلی فصل چهارم یا Big Bad هستند.
پیش فرض سریال این است که بوفی (سارا میشل گلار) یک قاتل است، و دارای قدرت فوق بشری برای مبارزه با خون‌آشام‌ها و موجودات شیطانی در شهر خیالی سانی دیل است. در فصل چهارم، بافی تحصیل در کالج را آغاز می‌کند، جایی که متوجه می‌شود والش، استاد روانشناسی وی، دانشمند ابتکار است. آدام شاهکار وحشتناک دکتر والش، کنایه از هیولای فرانکشتاین است که اولین اقدام آگاهانه او کشتن خالقش است. جستجوی آدام برای درک خود و ماهیت واقعی او، همراه با گرایش او به هرج و مرج، وی را به سمت سازماندهی قتل‌عام بین شیاطین و انسان‌ها سوق می‌دهد، پس از آن او قادر خواهد بود با استفاده از اعضای بدن باقی مانده از غوغا ارتش هیولا را برای ایجاد سانی دیل اثربخشی بافی به عنوان یک قاتل افزایش می‌یابد زیرا دوستان نزدیک و خانواده او، به نام باند اسکوبی، او را در نبردهایش یاری می‌دهند. در پایان فصل چهار اعضای گروه از هم دور شده‌اند و برای شکست دادن آدم ظاهراً شکست ناپذیر آدمی باید به هم برگردند.
محققان مطالعات بافی با انتقاد از شخصیت آدام، خاطرنشان کردند که وی اشاره واضحی به هیولای فرانکشتاین است. در طول اقدامات رمان، هیولا دائماً می‌پرسد که او چیست و چرا خلق شده‌است، دقیقاً مانند آدام. ویدون می‌خواست آدام کنجکاو و درونگرا باشد، جورج هرتزبرگ را به «یافتن سکون» در شخصیت هدایت کرد. حضور آدام همچنین باعث زیر سؤال بردن سنت و اقتدار، به ویژه اقتدار نهادی می‌شود که موضوعی مکرر در نمایش است. آدام یک «نقص طراحی» دارد: آدام دکتر والش را غیرضروری می‌داند (وجود او همراه با فناوری)، و به همین دلیل او را می‌کشد — نمونه بارز رد اقتدار. استقبال انتقادی از آدام عمدتاً از مختلط به منفی متغیر بوده‌است. برخی از مفسران احساس کردند که خرده داستان او گیج کننده و غیرقابل قبول است. دیگران از این مفهوم لذت بردند و از آرایش و جلوه‌های ویژه ای که برای خلق شخصیت استفاده شده‌است، تعریف و تمجید کردند.

## قوس شخصیت

### حضور در تلویزیون
آدام اولین حضور خود را در قسمت سیزدهم فصل چهار، " من در تیم " انجام می‌دهد. دوازده قسمت اول این فصل با تمرکز بیشتر بر فعالیت‌های مرموز ابتکار، موضوعات اصلی را ایجاد می‌کند. بافی و بید شروع به تحصیل در دانشگاه می‌کنند، تجربه ای که بافی را بلافاصله تحت فشار قرار می‌دهد زیرا او خود را در خارج از منطقه راحتی خود می‌بیند. در اولین نمایش فصل، بافی و بید شروع به شرکت در یک کلاس روانشناسی چالش‌برانگیز می‌کنند که توسط دکتر مگی والش (لیندسی کروز) تدریس می‌شود. وی همچنین با معاون آموزشی دکتر والش، رایلی فین (مارک بلوکاس) آشنا می‌شود و آنها جذب یکدیگر می‌شوند. رایلی مسئول یک سازمان کماندویی نظامی است که خون‌آشام‌ها و شیاطین را شکار می‌کند و آنها را برای تحقیق اسیر می‌کند. برای مخاطبان مشخص نیست که دکتر والش تا قسمت هفتم رئیس شاخه تحقیقاتی سازمان نظامی رایلی، موسوم به «ابتکار» است.
اهداف این طرح به تدریج واضح تر می‌شود. یک شخصیت تکرار شونده از فصل دوم، اسپایک (جیمز مارستر)، یک خون‌آشام مزدور است که بسته به آنچه که با علایق او سازگار است، در گذشته هم علیه و هم با بافی جنگیده‌است. اسپایک که اخیراً می‌خواست بافی را بکشد، قبل از اینکه به او برسد، توسط ابتکار اسیر می‌شود و در صورت تلاش برای حمله به انسان برای تغذیه از آنها، یا حتی برای مبارزه با آنها، با تراشه ای در مغز خود کاشته می‌شود که باعث درد شدید می‌شود. بافی با اشتیاق آموزش ابتکار را آغاز می‌کند، وقت بیشتری را با رایلی می‌گذراند و سعی می‌کند دکتر والش را تحت تأثیر قرار دهد. در زمان‌های مختلف، ویلو، زاندر و گیلز احتیاط می‌کنند که بافی از انگیزه‌های ابتکار عمل نمی‌داند و در مورد مأموریت آنها سوالاتی وجود دارد که بی پاسخ هستند. بافی در "" من در تیم "شروع به پرسیدن سوال می‌کند. او پس از فرستادن به دنبال یک دیو پولگارا، موجودی که سیخ در بازوی آن است، می‌خواهد بداند که چرا دیو باید زنده و بدون آسیب صید شود زیرا او عادت به کشتن شیاطین دارد. سوالات وی در ابتدا دکتر والش را گیج می‌کند - که به هیچ کس پاسخ نمی‌دهد - سپس تصمیم دکتر والش را برای برکناری بافی از طرح تحریک کرد. دکتر والش پس از تلاش ناگهانی برای کشتن بافی، با رفتن به اتاق آزمایشگاه ۳۱۴ و صحبت با پروژه حیوان خانگی خود، آدام که روی میز می‌خوابد، ظاهراً بیهوش است و از خود دلجویی می‌کند. آدام برمی‌خیزد و دکتر والش را با سیخ در بازوی خود - همان کسی را که دیو پولگارا را درآورد - تراش می‌دهد. اولین کلمه او "مامان" است، که او وقتی دکتر والش، مرده روی زمین می‌افتد، می‌گوید.
در همین حال، رایلی از مرگ دکتر والش مطلع می‌شود و همرزمانش فارست (لئونارد رابرتز) و گراهام (بیلی چیس) بافی را قاتل وی می‌دانند. او که بسیار عصبانی است و علائم ترک دارو را نشان می‌دهد، بافی را دنبال می‌کند و خواستار دانستن حقیقت در " خداحافظ آیووا " است. هیچ‌یک از آنها آگاهی ندارند تا اینکه او دوباره در آزمایشگاه‌های زیرزمینی ابتکار ظاهر شد و دستیار دکتر والش و یک سرباز دیگر را کشت. او به رایلی گفت که می‌داند دکتر والش هردو را خلق کرده‌است، وی برای تقویت وی مواد شیمیایی را به رایلی داده‌است که همین امر آنها را برادر می‌کند. وقتی رایلی از تصدیق پیوندشان امتناع می‌ورزد، آدام ریلی را سیخ می‌کند و بافی را در اتاق می‌کوبد در حالی که فارست و گراهام در تلاشند وارد در قفل شده شوند. آدام می‌رود و ابتکار وظیفه دارد او را شکار کند و بکشد. وقتی یکی از ساکنان سانی دیل، جاناتان لوینسون (دنی استرانگ) طلسم می‌کند و او را در مرکز توجه همه در " سوپراستار " قرار می‌دهد، آدام تنها شخصیتی در شهر است که متوجه می‌شود این یک توهم است. او بینش خود را با گفتن اینکه "آگاه" است توضیح می‌دهد. خاص بودن او را از هم جدا کرده‌است. با این حال، آدام به چگونگی توهم علاقه‌مند است و شاهد روند گسترش آن است. در طی این توهم، جاناتان - به‌طور موقت بخشی از ابتکارات - تنها ضعف آدم را کشف می‌کند: یک منبع هسته ای قدرت اورانیوم که، به‌طور مؤثر، هرگز به او اجازه مرگ نخواهد داد.
اسپایک به‌طور همزمان متوجه می‌شود که آدام در حال برقراری ارتباط با دنیای زیرین شهر است و از طریق کاریزمایی که نسبت به آنها دارد، لطف می‌کند. آدام قول می‌دهد اگر اسپایک بتواند بافی و رایلی و دوستانشان را از هم دور کند، میکروچیپ اسپایک را از بین خواهد برد. طرح دور کردن بافی، بید، زاندر و گیلز برای مدتی کارساز است. در پایین‌ترین سطح خود، این چهار نفر از گفتگو با یکدیگر امتناع می‌ورزند، اما هر یک از آنها در " اولیه " متوجه می‌شوند که توسط اسپایک دستکاری شده و عذرخواهی می‌شوند. آنها می‌فهمند که آدام در حال سازماندهی دستگیری خون‌آشام‌ها و شیاطین شهر بوده‌است تا بتواند آنها را در ابتکار آزاد کند. سلولهای نگهدارنده ابتکار در حال شلوغ شدن هستند و سربازان بسیار نازک و پرکار گسترش می‌یابند. سپس سربازان و شیاطین اقدام به کشتن یکدیگر می‌کنند. سپس آدام قصد دارد با استفاده از قتل‌عام حاصل شده، لشکری از هیولاها را درست مانند خودش ایجاد کند.
بافی، ویلو، زاندر و گیلز دریافتند که برای شکست دادن آدم باید به عنوان یک واحد کار کنند. آنها دزدکی به ابتکار عمل اسیر می‌شوند، اما آدام قدرت را لگدمال می‌کند، همه شیاطین را آزاد می‌کند و درگیری در سراسر تأسیسات آغاز می‌شود. وقتی بید شروع به طلسم کردن کرد تا به‌طور موقت به همه آنها بپیوندد، بافی، ویلو، زاندر و گیلز خود را به اتاقی مجاور ۳۱۴ می‌رسانند. رایلی حواس آدم‌های شیطان‌پرست آدم را پرت می‌کند در حالی که بافی در مقابل آدام قرار می‌گیرد. با این حال، آدام پس از تعدیل بازوی خود برای توزیع یک مینی گل، قادر است بر او غلبه کند. ناگهان، طلسم شروع به کار می‌کند: به عنوان یک واحد عمل می‌کند، ویلو روح می‌شود، گیلس ذهن، زاندر قلب، و بافی دست، یا قدرت گروه آنها می‌شود. آنها از طریق بافی برای خنثی سازی آدام کار می‌کنند و به او می‌گویند «هیچ وقت نمی‌توانی امید داشته باشی که منبع قدرت ما را درک کنی». آدم، تنها اما شیفته، به سوی آنها شلیک می‌کند اما فایده ای ندارد. سپس آدام یک موشک را شلیک می‌کند که به کبوتر تبدیل می‌شود و اسلحه به بازوی او برمی گردد. آنها می‌توانند از طریق بافی به درون قفسه سینه آدام مشت بزنند، هسته اورانیوم او را از بین ببرند و او را از بین ببرند.
مهمترین تأثیر آدام پس از مرگ او در قسمت بعدی " بی قرار " است، جایی که هزینه شکست دادن آدام مشخص می‌شود. فصل چهارم بافی برای اولین بار در این سری بود که شکست اسکوبی‌ها از Big Bad در فینال فصل بزرگ دو قسمت رخ نداد. «اولیه» آخرین قسمت این فصل نیست. جاس ویدون به شدت از اهمیت چهار شخصیت اصلی احساس می‌کرد به طوری که فینال را به بررسی پیشرفت آنها اختصاص داد. "بی قرار" با ورود بافی، ویلو، زاندر و گیلز به خانه مادر بافی آغاز می‌شود که هنوز هم از انرژی طلسمی که آنها را به هم پیوند می‌دهد در "اولیه" پر است. هر کدام از آنها به سرعت به خواب می‌روند و رویاهایشان خلاصه ای از اپیزودهای معمایی است که هر دو چیزهای زیادی دربارهٔ هر شخصیت نشان می‌دهد، اما همچنین آنچه در فصول آینده اتفاق می‌افتد را پیش‌بینی می‌کند. رویاهای آنها همچنین نمایانگر نقش آنها در طلسمی است که برای کشتن آدم انجام دادند. جادویی که آنها برای شکست دادن تأثیر علم به کار بردند، با نقض مجموعه قوانین این مجموعه، یک بحران معکوس ایجاد می‌کند. رایلی و آدام، هم‌اکنون فقط به شکل انسانی در رؤیای بافی ظاهر می‌شوند. آنها کت و شلوارهای تجاری به تن کرده‌اند، هنگامی که بافی وارد اتاق می‌شود، کنار یک میز کنفرانس شیشه ای نشسته‌اند و به او می‌گویند که آنها چیزهایی را نام می‌برند - مانند آدام در باغ عدن - و برای تصرف جهان برنامه‌ریزی می‌کنند. بافی از آدام می‌پرسد قبل از هیولا نام او چه بود، اما نمی‌تواند به او بگوید. آدام یک بار دیگر در سریال به عنوان یکی از چهره‌های اولین شیطان، فصل هفتم Big Bad، در " درسها " ظاهر می‌شود.

### ظاهر رمان گرافیکی
طبق مجموعه کتاب‌های مصور خالی از سکنه، آدام زمانی عضو ابتکار بود که وظیفه محافظت از پروفسور والش را بر عهده داشت. شبح ریچارد ویلکینز، شهردار، بدن یک خون‌آشام را بدست گرفت و سپس توسط ابتکار اسیر شد. شهردار که ناامید از فرار بود، به بدن یک دیو مرده حرکت کرد و آدم را کشت. پروفسور والش که یکی از عوامل مورد علاقه او بود، قول داد که او را به زندگی برگرداند و جسد او را در پروژه ۳۱۴ خود قرار داد. با این حال، به دلیل ماهیت پیچیده بوفیورس، ممکن است در واقع این زنجیره اتفاقات شرعی نباشد.

## توسعه

### ایجاد و ریخته‌گری
خطا: هیچ متنی برای گفتاورد وارد نشده است (or equals sign used in the actual argument to an unnamed parameter)

George Hertzberg, outlining his character.
نویسنده سریال، دیوید فیوری، نویسنده رمان گرافیکی، پرومته آلن مور را - داستانی با ترکیب داستان علمی، عرفان و یک ابرقهرمان زن - به عنوان الهام بخش خط داستان، و اشاره دیگری به فرانکشتاین عنوان اصلی آن را فرانکشتاین ذکر کرد. یا، پرومتئوس مدرن. علاوه بر این، جاس ویدون، خالق سریال، مدتهاست که به داستان‌های علمی علاقه‌مند است. او فیلمنامه فیلم بیگانه رستاخیز (۱۹۹۷) را نوشت، جایی که موجودی فرازمینی از انسان و بیگانه در آزمایشگاه پرورش می‌یابد و به توسعه سریال تلویزیونی غرب کرم شب تاب ادامه داد. بافی هم از علم و هم از جادو به عنوان ابزار روایی استفاده می‌کند. به گفته نویسنده اندرو آبردین، این مجموعه از سه طریق علمی را به کار می‌گیرد: نشان دادن آنچه علم معاصر توضیح می‌دهد، قرار دادن چیزی که علم قادر به انجام آن است و تسلط نیروهای ماورای طبیعی بر علم است. به گفته ابریدین، آدام، «اهریمنی از نظر مکانیکی زائد، مکانیکی زیستی»، عمیق‌ترین کاوش مجموعه در زمینه توانایی‌های علمی است. داگ پتری نویسنده سریال اظهار داشت که آدم تجسم حمله به علم در جهانی است که جادو قدرتمندترین نیرو است. این سریال برای توضیح ابرقدرت‌های بافی و سایر اتفاقات فوق طبیعی تا فصل چهارم به شکل جادوی خود متکی بود. طبق گفته پتری، آدام «آنچه اتفاق می‌افتد وقتی افرادی که به علم ایمان دارند از شیاطین برای منافع نظامی استفاده می‌کنند». نتیجه این است که علم با جادو «الاغ خود را لگد می‌کند».
بافی قاتل خون آشام در سه فصل اول حضور خود در تلویزیون بسیار موفق عمل کرده بود، اما برخی از شخصیت‌ها سریال را ترک کردند و خطوط داستانی به پایان رسید و نیاز به تغییر مکان و مأموریت را ایجاد کردند. بافی و گروه اصلی دوستانش که با دانش‌آموخته او از دبیرستان درگیر می‌شوند، در حالی که مدرسه در فینال فصل سوم منفجر شد؛ بنابراین فصل چهارم، بوفی، بهترین دوستانش ویلو (آلیسون هانیگان)، زاندر (نیکلاس برندون) و مربی گیلز (آنتونی رئیس) را در یک دوراهی به بینندگان ارائه می‌دهد. جاس ویدون ، خالق سریال، آن را "یک فصل عجیب و غریب، اسکیزوفرنیک" با "عدم انسجام عجیب" خواند، اما همچنین اظهار داشت که اپیزودهای فصل چهارم از بهترین سریال‌ها هستند. نویسندگان تصمیم گرفتند تا محاکمات شخصیت‌ها را کشف کنند، زیرا پس از سالهای دبیرستان اطلاعات بیشتری دربارهٔ خود پیدا می‌کنند. اگرچه آنها در سه فصل اول یک گروه منسجم از دوستان بوده‌اند، اما در فصل چهارم شرایط برای جدایی آنها بوجود می‌آید. نویسندگان در طول فصل به‌طور جداگانه روی هر یک از چهار شخصیت اصلی متمرکز بودند تا تأثیر بازگشت دوباره آنها در قسمت آخر یعنی " اولیه " را افزایش دهند، وقتی آنها برای شکست دادن آدم‌ها، اسانس‌های خود را ادغام می‌کنند و یک ابر بافی تشکیل می‌دهند.

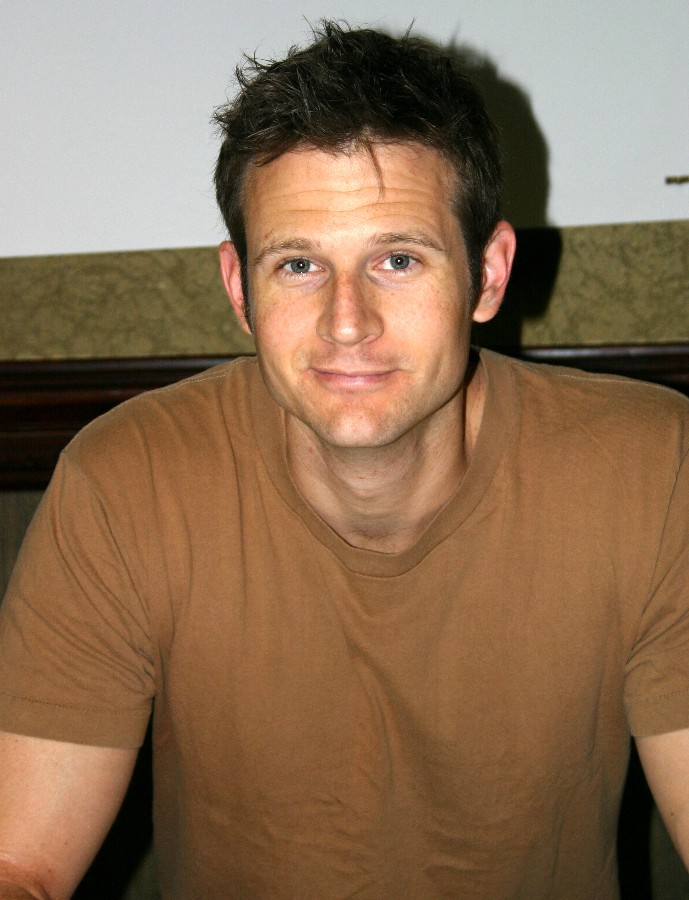
جورج هرتزبرگ بازیگر نقش آدام را در این سریال به تصویر کشید.

جورج هرتزبرگ، فارغ‌التحصیل دانشگاه کالیفرنیای جنوبی با تجربه در سایت‌های کمدی و تبلیغاتی، بر اساس یکی از مونولوگ‌های آدام که برای خواندن برای تست در اختیار او قرار گرفت ، انتخاب شد. هرتزبرگ برای کمک به او برای بدست آوردن نقش شانس و قرار گرفتن در مکان مناسب را در زمان مناسب حساب کرد. بسیاری از شخصیت‌های تکرار شونده بافی با یک یا دو قسمت شروع می‌شوند و وقتی نویسندگان یا تهیه‌کنندگان شیمی خود را با سایر بازیگران دوست دارند، اغلب آنها را به عنوان بخشی از بازیگران انتخاب می‌کنند. هرتزبرگ، با خواندنش، فهمید که آدام قرار است قسمت اصلی فصل چهارم باشد. مدیر بازیگران امی برت به کسی احتیاج داشت که از نظر جسمی برای این قسمت تحمیل کند، با ۶ فوت ۴ اینچ (۱٫۹۳ متر) هرتزبرگ متناسب با این قبض. بریت اظهار داشت، "این پسری است که در نهایت می‌خواهیم او را دوست داشته باشیم. ما نمی‌توانیم فقط او را به عنوان موجودی شرور ببینیم. او تا ته قلب شر است [و] باید ما را با اعمال خود بترساند. بلکه معصومیت نیز وجود دارد. مانند هیولای فرانکشتاین، شما می‌فهمید که آنها فقط آنچه را که می‌دانند انجام می‌دهند. یا کاری که برای انجام آنها برنامه ریزی شده‌است. اینها موجوداتی متولد نشده‌اند، اینها آفریده‌هایی هستند. "

### آرایش
هرتزبرگ هنگام ممیزی، تصور نمی‌کرد که آدام با لباس و آرایش کامل چه شکلی است. بافی از شرکتی به نام عصب نوری برای ساخت این مواد استفاده کرد تا هرتزبرگ را مانند یک جن اهریمنی جلوه دهد. تقریباً بلافاصله پس از آنکه هرتزبرگ این قسمت را گرفت، عصب بینایی ظاهر آدام را طراحی و مجسمه‌سازی کرد. آنها هرتزبرگ را به ساخت قالب‌هایی برای قطعات مصنوعی متناسب با سر و صورت، بازوها، سینه و پاها، و سپس او را برای لنزهای تماسی قرار داده‌است. آنها همچنین دستها و صندوقچه ای جداگانه برای فیلمبرداری از نمای نزدیک ایجاد کردند. آدام یک درایو فلاپی بر روی سینه خود نصب شده‌است، که هنگام استفاده، باید بدون هرتزبرگ پشت آن فیلمبرداری شود. کل ساخت ظاهر آدم حدود دو هفته به طول انجامید. صدای هرتزبرگ همچنین پس از تولید اصلاح شد. هنگامی که او پروتز و لباس کامل آدام را دید، بزرگترین نگرانی او این بود که بتواند حالت‌های صورت ظریف را در زیر لاتکس نشان دهد. ساعتها طول کشید تا هرتزبرگ را به لباس کامل خود بکشاند، اما حتی بعد از اینکه آن را کاملاً روی صحنه اجرا کرد، اغلب او حتی قبل از اینکه جلوی دوربین برود، باید حتی بیشتر صبر کند. او از نیاز به تمرکز در تمام مدت انتظار در حالی که عرق زیر هر چیزی که برای این قسمت پوشیده بود، صحبت کرد.

## مضامین

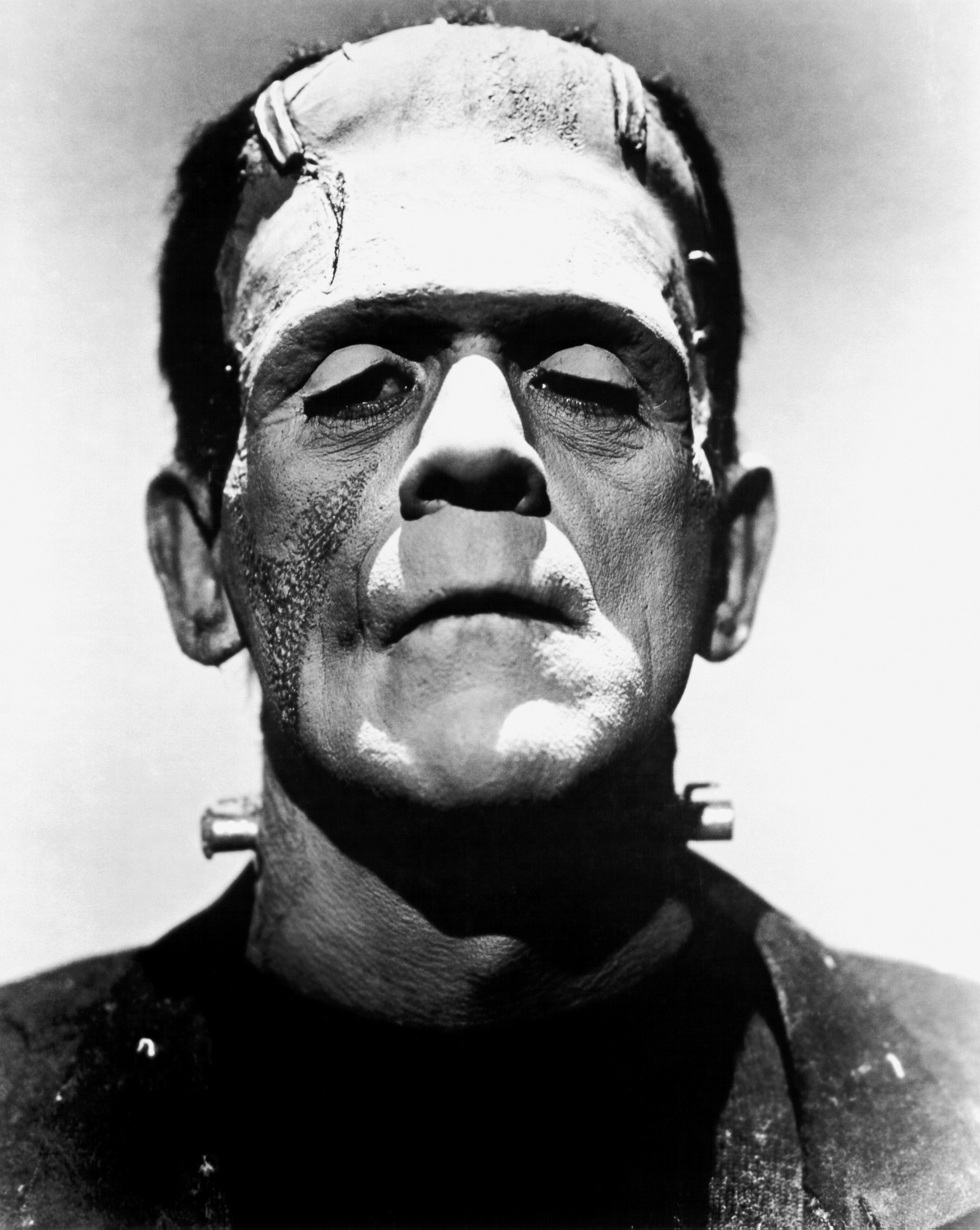
آدام کنایه از هیولای فرانکشتاین است.

روز کاونی، دانشمند مطالعات بافی، اظهار داشت که دور بودن از خود و دیگران موضوع اصلی فصل چهارم است. نویسندگان مجموعه برای نشان دادن جستجوی مطلق هویت، آدام را خلق کردند که واقعاً تنهاتر از دیگران است. او موجودی است که از یک انسان، خون‌آشام‌ها، شیاطین و فن آوری سایبرنتیک پیشرفته جمع شده‌است. آدام اولین جسد دوباره متحرک نبوده که در این مجموعه ارائه شده‌است. " برخی از مجمع مورد نیاز است " در فصل دوم نیز خلق و خوی شبیه هیولای فرانکشتاین داشت و " زیبایی و جانوران " در سوم شامل ارجاعات به پرونده عجیب دکتر جکیل و آقای هاید است. هر دو سوءاستفاده یا سوءاستفاده از علم را لمس می‌کنند. آدم اشاره روشنی به هیولای فرانکشتاین است، که در رمان (۱۸۱۸) فرانکشتاین به خالق خود می‌گوید که او «آدام زحمات شما» است. مری شلی این رمان را نوشت تا مشکلات پیشرفت، علم و صنعت برای بشریت را برجسته کند. در طول عمل، هیولا دائماً می‌پرسد او چیست و چرا آفریده شده‌است. به همین ترتیب، آدام از سال ۳۱۴ فرار می‌کند و راهی جهان می‌شود، و دقیقاً مانند هیولای فرانکشتاین، پسر کوچکی را پیدا می‌کند و از پسر می‌پرسد که او و چه کسی است، سپس او را می‌کشد و کالبدشکافی می‌کند. آدام شخصیتی کنجکاو است، حتی اگر دانش خود را از طریق خشونت بی رحمانه بدست آورد، به دنبال حقیقت است و آنچه را که آموخته‌است، تأیید می‌کند. ویدون می‌خواست آدم کنجکاو و درون نگر باشد، جورج هرتزبرگ را به «یافتن سکون» در شخصیت هدایت کرد. روز کاونی خاطرنشان می‌کند که «عملکرد ناقص اما چشمگیر» هرتزبرگ شامل ویژگی جالب شخصی آدم در مکث هر بار صحبت کردن است، گویی که با کلمات خود معنا ایجاد می‌کند و باید مفاهیم گفته‌های خود را در نظر بگیرد. نویسنده نیکی استافورد نیاز آدام به یادگیری در مورد دنیای اطراف خود را به هیولای فرانکنشتاین پیوند می‌زند: آدام باید درک کند که چرا افراد دیگر اینجا هستند و چرا او احساساتی دارد، این ویژگی خاص او است زیرا دکتر والش هرگز دیگران را به پرسش از وی ترغیب نمی‌کرد. یکی از نویسندگان مطالعات بافی مقایسه ای بین دکتر والش و ویکتور فرانکنشتاین انجام می‌دهد، که هر دو «برای جبران آسیب پذیری انسان» از اعضای بدن هیولا می‌سازند. اخلاق رمان شلی این است که آنچه علم می‌تواند به دست آورد لزوماً آن چیزی نیست که باید باشد.
زیر سؤال بردن سنت و اقتدار، به ویژه اقتدار نهادی، یک موضوع تکراری در نمایش است. بافی برای براندازی گروه رسانه ای یک دختر کوچک و کوچک که به راحتی طعمه یک هیولای مرد می‌شود، ایجاد شده‌است. مقاومت در برابر پدر سالاری در مخالفت بافی با استاد فصل اول (مارک متکالف)، رهبر فرقه ای که مصمم به ایجاد آخرالزمان است، به نمایش گذاشته شده‌است، و دوباره در فصل سوم که بررسی موضوعات قدرت و سوءاستفاده از آن موضوع اصلی است. بافی با شهردار مخفی شیطانی سانی دیل (هری گرونر)، که قصد دارد به یک دیو غول پیکر تبدیل شود و از کلاس فارغ التحصیلان دبیرستان سانی دیل تغذیه کند، مخالف است. مجموعه نظامی - صنعتی در قلب اقتدار در فصل چهارم قرار دارد، که دوباره مقایسه‌هایی را با فرانکنشتاین انجام می‌دهد. جایی که هیولای فرانکشتاین هیچ عشق والدین نداشت، آدم یک «نقص طراحی» دارد. برخلاف هیولای فرانکشتاین، که به سازنده خود نیاز دارد تا او را جفت کند، آدام با تکنولوژی وجود دکتر والش را جبران می‌کند و او را غیر ضروری می‌داند و بنابراین او را می‌کشد. آدام مظهر کمبود راهنمایی اخلاقی در پیگیری پیشرفت علمی و فناوری است. او بیانگر ماهیت آدمخواری قدرت بی‌امان و کنترل نشده‌است: آنچه که این قدرت از بین می‌برد، برای بلعیدن منبع خود برمی گردد. بافی اما رمان شلی را به شکلی که آدام شکست می‌خورد واژگون می‌کند. هر دو فرانکشتاین و هیولا باید به تنهایی رنج ببرند. فرانکشتاین خود یک وارونگی از دوران رمانتیک آرمان یک قهرمان منزوی است که باید مبارزات را تحمل کند، و هیولا و خالق آن را منزوی و بدبخت معرفی کند. بافی، به عنوان تجسم قهرمان رمانتیک پس از فمینیست، این مسئله را بیشتر برانداز می‌کند زیرا منبع موفقیت او، به گفته آنیتا رز، جنگ او با دوستانش است. تنها در این صورت است که او می‌تواند آدام را شکست دهد.

## پذیرایی
استقبال انتقادی از آدام عمدتاً متفاوت بود و نظرات منتقدان از منفی تا مثبت بود. نیکی استافورد، در کتاب خود مرا گاز بگیرید !:بوفور ایور راهنمای حهان بافی قاتل خون آشام، نسبت به آدم و همچنین مجموعه ای که چندین قسمت با الهام از فرانکشتاین را بسیار نزدیک به هم انجام داده بود ، انتقاد کرد و خاطر نشان کرد که "برخی از اجناس مورد نیاز است" "فقط دو فصل" قبل پخش شده‌است. استفورد کل سکانس پایانی " اولیه " را که شامل اجساد دوباره زنده شده چندین شخصیت کوچک و همچنین مرگ آدم بود، "احمقانه و نفرت انگیز" خواند و نوشت که این صحنه دلیل اصلی او "خواستگاری آدیو" است طرح مربوط به آدم و ابتکار عمل. جنا بوش، در کتاب همراه کامل: جاس ودن، آدام را "یکی از جالب‌ترین بادی‌های بزرگ بافی" خواند و استدلال کرد که قوس داستان او با ابتکار "نسبتاً قانع کننده و تا حدودی ناپسند نیست".
نقدهای دیگر بیشتر مورد قبول شخصیت بودند. نوئل موری از ای وی کلاب نسبت به مفهوم آدم کمی مثبت تر بود. او نوشت که "ایده آدم را دوست دارد" اما در درک انسجام کاربردش در طرح اصلی مشکل داشت. وی با اشاره به ناسازگاری در وجود آدام، خاطرنشان کرد: "آدام پروفسور والش را هفته‌ها قبل کشت، اما هنوز هم" ابتکار "کاملاً عملیاتی است و به نظر نمی‌رسد که هیچ کسی بیش از حد از این واقعیت که یکی از رهبران آنها در حال ساخت یک هیولا بود، اذیت شده باشد. با این وجود موری نتیجه گرفت که نویسندگان و تهیه کنندگان این نمایش "کار شایسته‌ای انجام دادند تا [طرح مربوط به آدام] را به نتیجه برساند". علیرغم نقد طرح بزرگتر، موری "همیشه تحت تأثیر لباس / گریم [آدم] قرار گرفت". علاوه بر این، او از اینکه "تشخیص [حضور] آدم در آرایش بدون سکون" بی قرار "یک دقیقه طول کشید، به او مثبت تعجب کرد.